# Seznam ministrů národní obrany Československa
Toto je seznam ministrů národní obrany Československa v letech 1918–1992:
V letech 1918–1939 a za protektorátu
1. Václav Klofáč (14. listopadu 1918 – 25. května 1920 (ČSNS))
2. Ivan Markovič (16. července – 15. září 1920 (ČSDSD))
3. generál Otakar Husák (15. září 1920 – 26. září 1921 (nestraník))
4. František Udržal (26. září 1921 – 9. prosince 1925 (RSZML))
5. Jiří Stříbrný (9. prosince 1925 – 18. března 1926 (ČSNS))
6. generál Jan Syrový (18. března – 12. října 1926 (nestraník))
7. František Udržal (12. října 1926 – 20. února 1929 (RSZML))
8. Karel Viškovský (20. února 1929 – 29. září 1932 (RSZML))
9. Bohumír Bradáč (29. září 1932 – 4. června 1935 (RSZML))
10. František Machník (4. června 1935 – 22. září 1938 (RSZML))
11. generál Jan Syrový (22. září 1938 – 16. března 1939 (nestraník))

V exilu
1. generál Sergěj Ingr (21. července 1940 – 19. září 1944 (nestraník))

- Jan Masaryk (19. září 1944 – 4. dubna 1945 (nestraník); pověřen řízením jako správce)

1945–1992
1. generál Ludvík Svoboda (5. dubna 1945 – 25. dubna 1950 (po únoru 1948 KSČ))
2. Alexej Čepička (25. dubna 1950 – 25. dubna 1956 (KSČ))
3. generál Bohumír Lomský (25. dubna 1956 – 8. dubna 1968 (KSČ))
4. generál Martin Dzúr (8. dubna 1968 – 11. ledna 1985 (KSČ))
5. generál Milán Václavík (11. ledna 1985 – 3. prosince 1989 (KSČ))
6. generál Miroslav Vacek (3. prosince 1989 – 18. října 1990 (KSČ))[1]
7. Luboš Dobrovský (18. října 1990 – 2. července 1992 (OF))
8. generál Imrich Andrejčák (2. července – 31. prosince 1992 (HZDS))

## Po roce 1992
- Seznam ministrů obrany České republiky
- Seznam ministrů obrany Slovenské republiky